# Pseudopsyra mirabilis
Pseudopsyra mirabilis är en insektsart som beskrevs av Morgan Hebard 1922. Pseudopsyra mirabilis ingår i släktet Pseudopsyra och familjen vårtbitare. Inga underarter finns listade i Catalogue of Life.